# Hypera Pharma
Hypera Pharma S.A. (ehemals Hypermarcas) ist ein brasilianisches Pharmaunternehmen mit Sitz in São Paulo. Das Unternehmen ist seit 2008 im Bovespa-Index gelistet.

## Geschichte
Das Unternehmen wurde im Dezember 2001 unter dem Namen Prátika Industrial gegründet und war mehr als ein Jahrzehnt lang eines der wichtigsten Unternehmen auf dem Konsumgütermarkt in Brasilien, das bis 2006 in den Bereichen Körperpflege, Reinigungsmittel und Lebensmittel tätig war. 2007 wurde DM Indústria Farmacêutica erworben.
Im Jahr 2008 gab das Unternehmen sein Börsendebüt unter seinem neuen Namen Hypermarcas S.A., der bis Februar 2018 verwendet wurde. Danach wurde das Unternehmen in Hypera Pharma umbenannt.
Im Jahr 2008 wurden die Unternehmen Farmasa, Neo Química im Jahr 2009 und Mantecorp im Jahr 2011 erworben.
2012 gründete Hypera Pharma zusammen mit drei anderen brasilianischen Firmen das Joint Venture Bionovis und stieg damit in den Markt für biotechnologische Produkte ein.
2015 veräußerte Hypera Pharma seine Kosmetiksparte an Coty und 2016 seine Kondomsparte an Reckitt Benckiser Brasil und die Einwegartikelsparte (vorwiegend Windeln) an Ontex.
Im Jahr 2020 schloss das Unternehmen die Übernahme der Produktfamilien Buscopan und Buscofem von Boehringer Ingelheim ab. Mit den Marken Buscopan und Buscofem erwarb Hypera Pharma das zweitgrößte Franchiseunternehmen auf dem Markt für rezeptfreie Produkte (OTC) in Brasilien.
Ebenfalls im Jahr 2020 erwarb das Unternehmen eine Mehrheitsbeteiligung an Simple Organic Beauty, der ersten Investition von Hypera Ventures, einer Corporate-Venture-Capital-Initiative, die in Start-ups investieren möchte, die mit dem Gesundheits- und Wellnesssektor verbunden sind.
Im Jahr 2021 schloss das Unternehmen die Übernahme eines ausgewählten Portfolios des japanischen Pharmakonzerns Takeda Pharmaceutical ab, darunter das Schmerzmittel Neosaldina, Beruhigungsmittel Dramin und Nebacetin (Neomycin/Bacitracin-Salbe), sowie die Marken mit noch patentierten Wirkstoffen Nesina und Alektos.